# Juan Barcia Caballero
Juan Barcia Caballero (Santiago de Compostel·la, 1852 - 1926) fou un metge i escriptor en gallec i castellà. Va estudiar medicina a Santiago i Madrid i va ser catedràtic a les universitats de Granada i Santiago de Compostel·la, així com director de l'Hospital de San Roque i del Manicomi de Conxo a Santiago. D'ideologia regionalista va participar en la constitució de l'Associació Regionalista Gallega.

## Obres
- La cuestión palpitante. Cartas amistosas a la Sra. Dª Emilia Pardo Bazán (1881)
- Mesa revuelta. Ensayos literarios (1883, bilingüe gallec-castellà)
- Rimas (1891, poesia, en gallec)
- Dos almas (1907, novel·la, en col·laboració amb el seu fill Juan Barcia Eleizegui)
- El señor Nin (1922, novel·la, en col·laboració amb el seu fill Juan Barcia Eleizegui)